# Széll László (építész, 1903–1976)
Széll László János István (Makó, 1903. május 9. – Budapest, 1976. május 27.) nyugalmazott egyetemi tanár, a Műszaki Tudományok doktora, M.N.T.A. Építészettudományi Bizottsági tag, a I.M.Sz. alelnöke, az Ybl díj I. fokozat tulajdonosa (1973), az Oktatásügy Kiváló Dolgozója, a Felsőoktatás Kiváló Dolgozója, a Felszabadulási Jubileumi Emlékérem tulajdonosa.

## Életpályája
1922–1927 között a budapesti Műegyetemen tanult. 1928-tól a korszerű épületszerkezetekkel és építéstechnológiával foglalkozott. Az 1940-es években az Arvé Adolf Károly által vezetett Épület- szerkezettani Tanszék tanára volt. Az 1950-es években a mérnökkari (Építőmérnöki Kar) Magasépítési Tanszéken oktatott. 1951–1959 között a tanszék vezetője volt. 1959–1964 között a Budapesti Műszaki és Gazdaságtudományi Egyetem Építészmérnöki Karának dékánja volt.

### Munkássága
1940-ben Székesfehérváron tervei szerint épült fel a 8 tanteremből álló középfokú gazdasági tanintézet. Több gazdasági szakiskola tervezése fűződött még a nevéhez (Baja, Kiszombor, Orosháza, Mór, Tata). Az egercsehi római katolikus templom és egészségház az ő tervei alapján épült fel. A budapesti Csaba utcában a 65 lakásból álló OTP-ház (1957) és a Klement Gottwald gyár (ma Ganz Villamossági Művek) üzemi épülete (1958) voltak fontosabb munkái.

## Családja
Szülei Szél Mihály és Fácskai Mária voltak.
Sírja a Farkasréti temetőben található (37/1-2-45).

## Könyvei
- Kőműves szerkezetek (1950-1951)
- Magasépítéstan I.–II. (Budapest, 1951; 1957; 1959-1960; 1967; 1976; 1978; 1982; 2011)
- Magasépítéstan rajzfeladat gyűjtemény (1958-1963)
- Építéstechnológia (egyetemi tanykönyv, Budapest, 1959; 1962; 1964-1966; 1968-1970; 1972; 1979; 1981)
- Az 1960. évi nyári termelési gakorlatok programja és módszertani útmutatója (1960-1961)
- Építéskivitelezési ábragyűjtemény (1960-1962)
- Építéstechnológia 2. (1962-1966; 1968-1970)
- Hőszigetelő üvegek (1962)
- Új szakipari technológiák (1964)
- Új szakipari szerkezetek és technológiák (1966; 1970; 1972)
- Építészeti ismeretek (1966)
- Építészmérnöki ismeretek (1967; 1985)
- Az Építészmérnöki Kar munkássága az 1963-70. években (1971)
- Homlokzatképzések (Budapest, 1973)
- Magas- és lapostetők (Budapest, 1975)
- Rendszerelvű építés könnyűszerkezetekkel (1980)
- Épületszerkezetek (1983)

## Emlékezete
2015-ben Budapesten, a XII. kerületben emléktáblát avattak lakóháza (Derkovits utca 12.) falán.

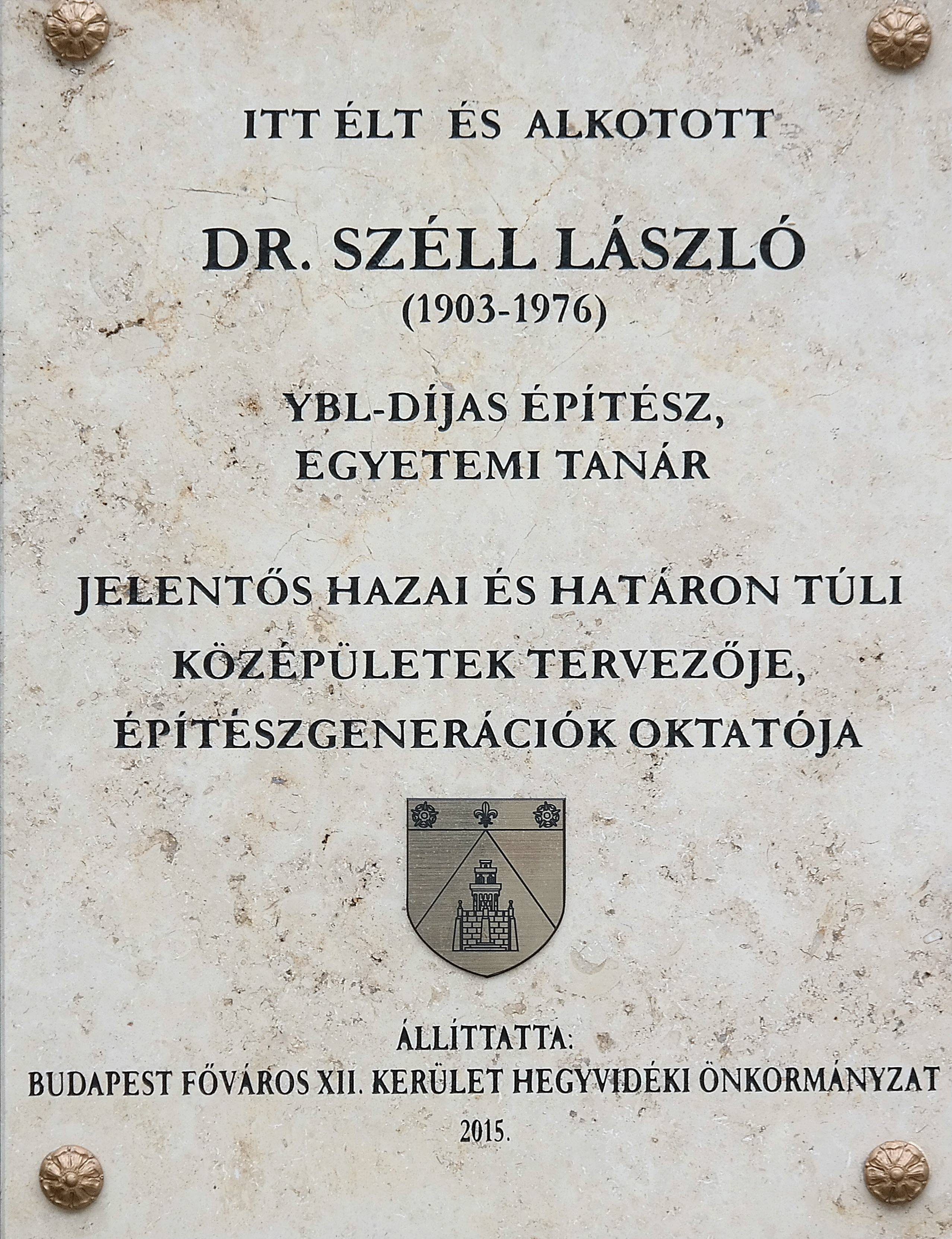
Széll László emléktáblája Budapest XII. kerületében (Derkovits utca 12.)

## Díjai
- Ybl Miklós-díj (1973)
- Munka Érdemrend arany fokozata (1974)